# Chelmon
Genre
Chelmon est un genre de poissons de la famille des Chaetodontidae de l'océan Pacifique.

## Liste des espèces
Selon FishBase (8 décembre 2015), World Register of Marine Species (8 décembre 2015) et ITIS (8 décembre 2015) :
- Chelmon marginalis Richardson, 1842 -- Australie tropicale
- Chelmon muelleri Klunzinger, 1879 -- Australie tropicale
- Chelmon rostratus (Linnaeus, 1758) -- Pacifique ouest (du Japon à l'Australie)

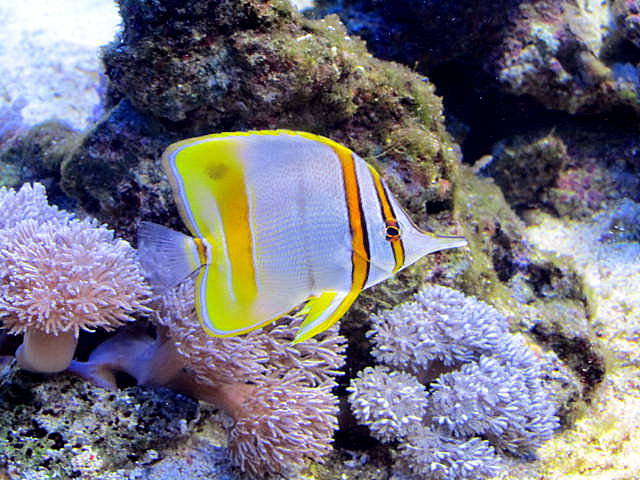
Chelmon marginalis
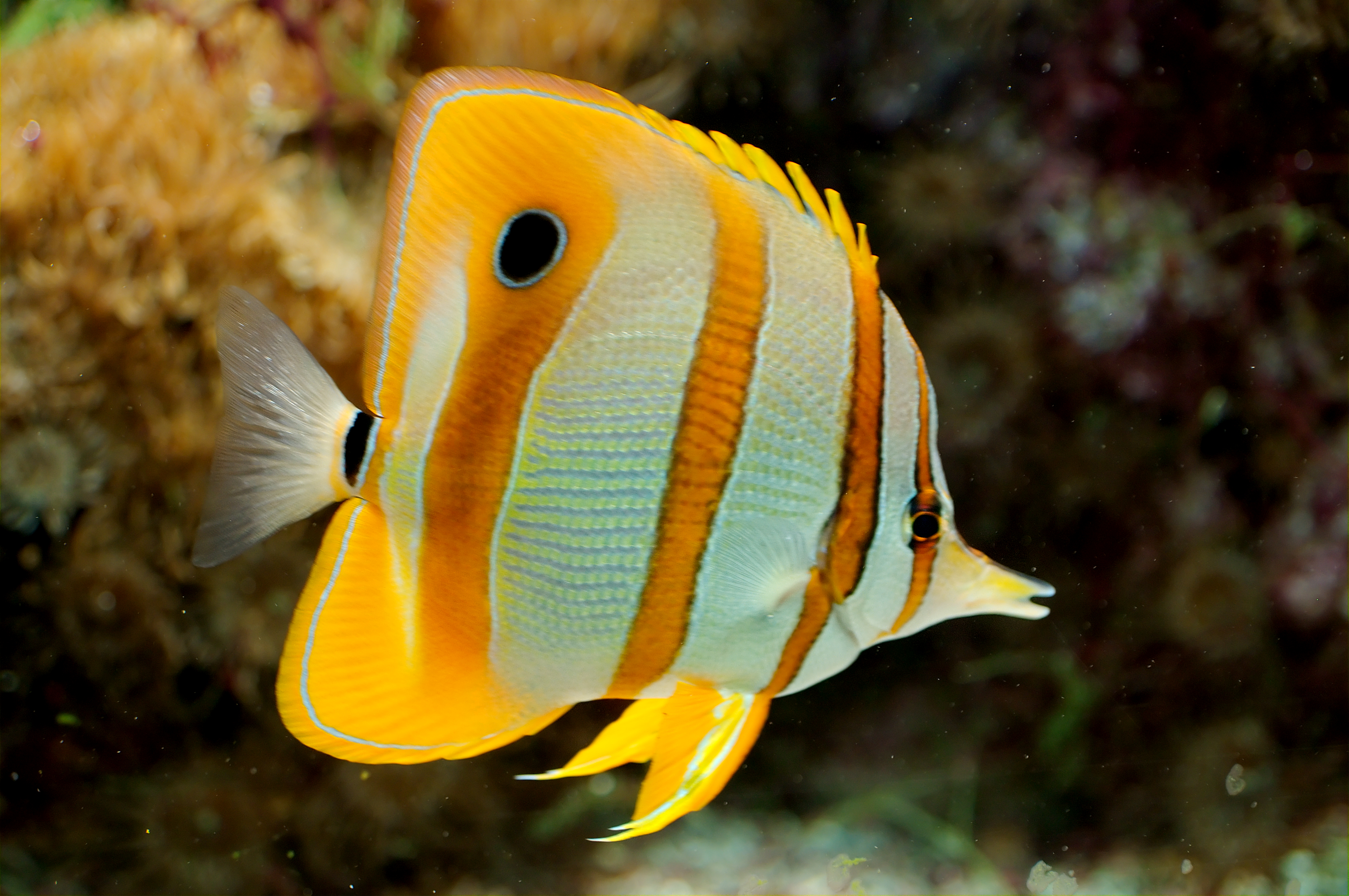
Chelmon rostratus

Attention, ce genre ne doit pas être confondu avec le genre morphologiquement proche Forcipiger.